# Blanche Aubry
Blanche Aubry (Les Breuleux, 21 februari 1921 - Wenen, 9 maart 1986) was een Zwitserse actrice die ook in Oostenrijk actief was.

## Biografie

### Afkomst en opleiding
Blanche Aubry was een dochter van Abel Pierre Louis, een horlogemaker. Ze was getrouwd met komiek Götz von Langheim. Ze volgde een opleiding tot comédienne in Bazel.

### Theater
In 1939 werd Aubry zangeres. Van 1941 tot 1945 was ze actief als zangeres en actrice in het theater van Bazel. Later speelde ze ook in het Theater am Central in Zürich, het Cabaret Fédéral, het Cabaret Cornichon, de Komödie Basel, het Theater in der Josefstadt in Wenen en, van 1959 tot 1986, in het Burgtheater in Wenen. Met haar tegenspeler Leopold Biberti vernieuwde ze het genre van de komische dialoog. Ze behaalde grote successen met diverse musicals, in het bijzonder voor haar rol van Dulcinea in De man van La Mancha van Mitch Leigh en verder diverse rollen van mondaine en excentrieke personages, en later ook in meer serieuze theaterstukken. Haar laatste grote rol was die van Winnie in Gelukkige dagen van Samuel Beckett.

### Film
Aubry was te zien in diverse Zwitserse films, waaronder Verena Stadler (1940), Polizischt Wäckerli (1955) en Feuerwerk (1963).

## Onderscheidingen
- Josef Kainzmedaille van de stad Wenen (1968)
- Titel van Kammerschauspielerin (1979: Oostenrijk)
- Erelid van het Burgtheater (1986)

## Filmografie
- Gemeinsame Normdatei: 134872843
- Historisch woordenboek van Zwitserland: 009432
- International Standard Name Identifier: 0000 0003 8588 9736
- Library of Congress Control Number: n97871902
- MusicBrainz: deff0ee9-f725-4799-8dfe-18aa164cc5ae
- Theaterlexikon der Schweiz: Blanche_Aubry
- Virtual International Authority File: 21443655
- WorldCat: E39PBJqfGpxqc66YDtx7KDvCQq